# Hylomantis medinai
Hylomantis medinai és una espècie de granota que es troba a Veneçuela.